# Schroon Lake, New York
Schroon Lake, New York (енгл. Schroon Lake) насељено је место без административног статуса у америчкој савезној држави Њујорк.

## Демографија
По попису из 2010. године број становника је 833.
| Група             | 2000.    | 2010.       |
| Белци             | 0 (0,0%) | 795 (95,4%) |
| Афроамериканци    | 0 (0,0%) | 4 (0,5%)    |
| Азијати           | 0 (0,0%) | 3 (0,4%)    |
| Хиспаноамериканци | 0 (0,0%) | 10 (1,2%)   |
| Укупно            | 0        | 833         |